# Santa Florentina (1786)
La Santa Florentina fue una fragata de la Armada española, construida en los astilleros de Cartagena en 1786 bajo diseño de José Joaquín Romero y Fernández de Landa. Fue capturada por la Royal Navy británica el 6 de abril de 1800, bajo cuyo bastión sirvió en el mar Mediterráneo, siendo renombrada como HMS Florentina. Fue vendida y desguazada en 1803.

## Armada española
Fue comisionada en marzo de 1787 bajo el mando del comandante Francisco de Borja y Poyo. En noviembre del mismo año pasó a estar comandada por José Zurita, que la utilizó para transportar tropas de Barcelona a Palma de Mallorca, a donde arribó el 10 de enero del año siguiente. En 1789, con José Ussel de Guimbarda, transportó a los cónsules españoles a Argelia y Túnez.
En abril de 1800, el HMS Emerald se encontraba de servicio en el bloqueo en Cádiz como parte de un escuadrón bajo el mando del contralmirante John Thomas Duckworth e incluyendo los navíos de línea Leviathan y Swiftsure y el brulote Incendiary. El 5 de abril, el escuadrón avistó en la bahía de Cádiz un convoy español compuesto por trece barcos mercantes y tres fragatas que lo acompañaban, y se decidieron a perseguirlo inmediatamente. Tanto el Leviathan como el Emerald abrieron fuego contra el aparejo de dos fragatas españolas para deshabilitarlas; poco después, ambas fragatas españolas se rindieron.
La fragata española Nuestra Señora del Carmen, mandada por el capitán Fraquin Porcel, navegaba de Cádiz a Lima con un cargamento de 1500 quintales de mercurio así como armas almacenadas para servicio extranjero. Llevaba como pasajero a Pedro Ynsencio Bejarano, arzobispo de Buenos Aires. Antes de rendirse, durante el combate perdió a 11 hombres y tuvo 16 heridos. La otra fue la Santa Florentina, con el capitán Manuel Norantes, que fue uno de los diez heridos que tuvo el navío, así como sus segundos capitanes.
El 7 de abril, los británicos navegaron a Gibraltar con ambas fragatas como botín de guerra. A su llegada, se encontraron con el Incendiary, que había llegado a puerto el día anterior con dos embarcaciones capturadas propias. En total, el pequeño escuadrón británico logró capturar nueve buques mercantes y dos fragatas. La Royal Navy tomó ambas fragatas en servicio.

## Royal Navy
Comisionada como el HMS Florentina, se dedicó al combate y la captura de navíos franceses, como en diciembre de 1800, cuando asaltó la balandra Cynthia y el armero Urchin. El día 5 de dicho mes capturó la polacra francesa Union, que realizaba la ruta Marsella - Alejandría con un cargamento de arroz y café. Dos días después, capturó al bergantín francés Bon Pasteur Retrouve en la misma ruta con un cargamento similar. Seis días después de este acto, volvió a participar en el asalto de la brigada francesa Heureuse Clairon.
En marzo de 1801, el HMS Florentina participó en el desembarco británico en la bahía de Abu Qir. Tras estas acciones, la nave regresó a Reino Unido, a cuyo puerto de Portsmouth llegó el 28 de mayo de 1802. Posteriormente pasó a Deptford el 17 de junio, siendo recluida y vendida a comienzos de 1803.